# Crihan
Crihan – wieś w Rumunii, w okręgu Bacău, w gminie Măgura. W 2011 roku liczyła 625 mieszkańców.